# Молодіжний театральний рух в Порі
Молодіжний театральний рух в Порі (фін. Porin teatterinuoret) — фінський дитячо-молодіжний театр утворений в 1971 році в місті Порі, Фінляндія.
Найстаріший в країні дитячо-аматорський театр, що постав на базі кількох театральних аматорських труп і являє собою яскравий приклад театральної культури Фінляндії, а саме, її молодіжного театрально-мистецького руху. Якщо на своїх початках це були лише театральні школи то з часом вони перетворилися на цілком самостійні трупи й проводили свої вистави та театральні фестивалі - які стали доволі популярними в мешканців міста. Численні випускники тих шкіл поповнювали театральні трупи міста та країни і попри це театральні таланти не закінчуються в Порі, адже щороку цей молодіжний театральний колектив поповнюється з числа 200 молодих акторів театральних шкіл та 300 акторів-аматорів численних театральних труп-гуртків. 
У 1981 році цей молодіжний театр переїхав в спеціально відведено молодіжну культурну зону - «Аннанкату 6» Annankatu 6, яка розташована в старій промислової зоні міста і була перебудована/облаштована в молодіжний культурний анклав Порі, де проводяться численні культурні дійства, молодіжні дискотеки та базуються ще кілька театральних труп, музичних колективів...